# Foajé

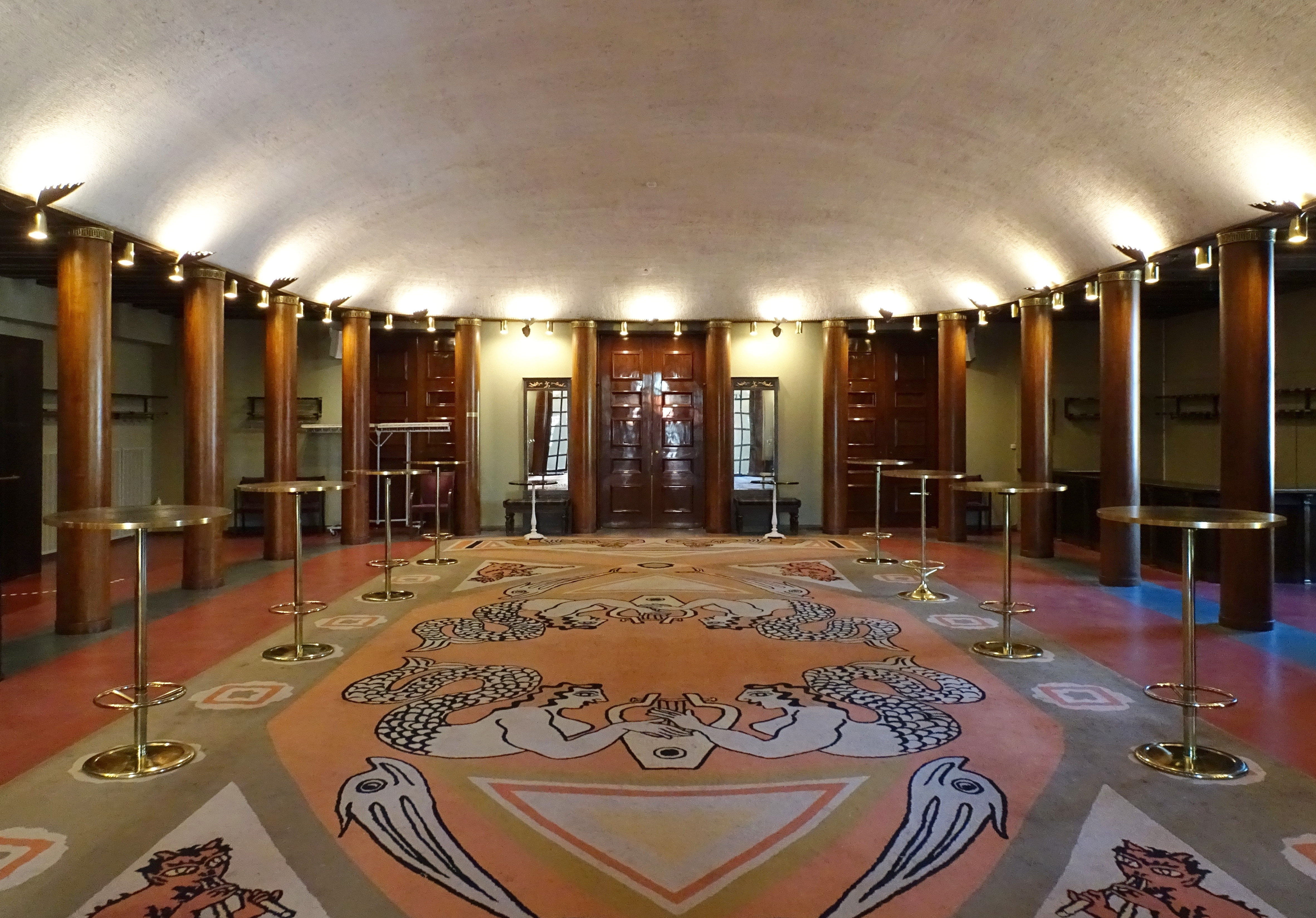
Foajén till Grünewaldsalen, en sal i Konserthuset i Stockholm.

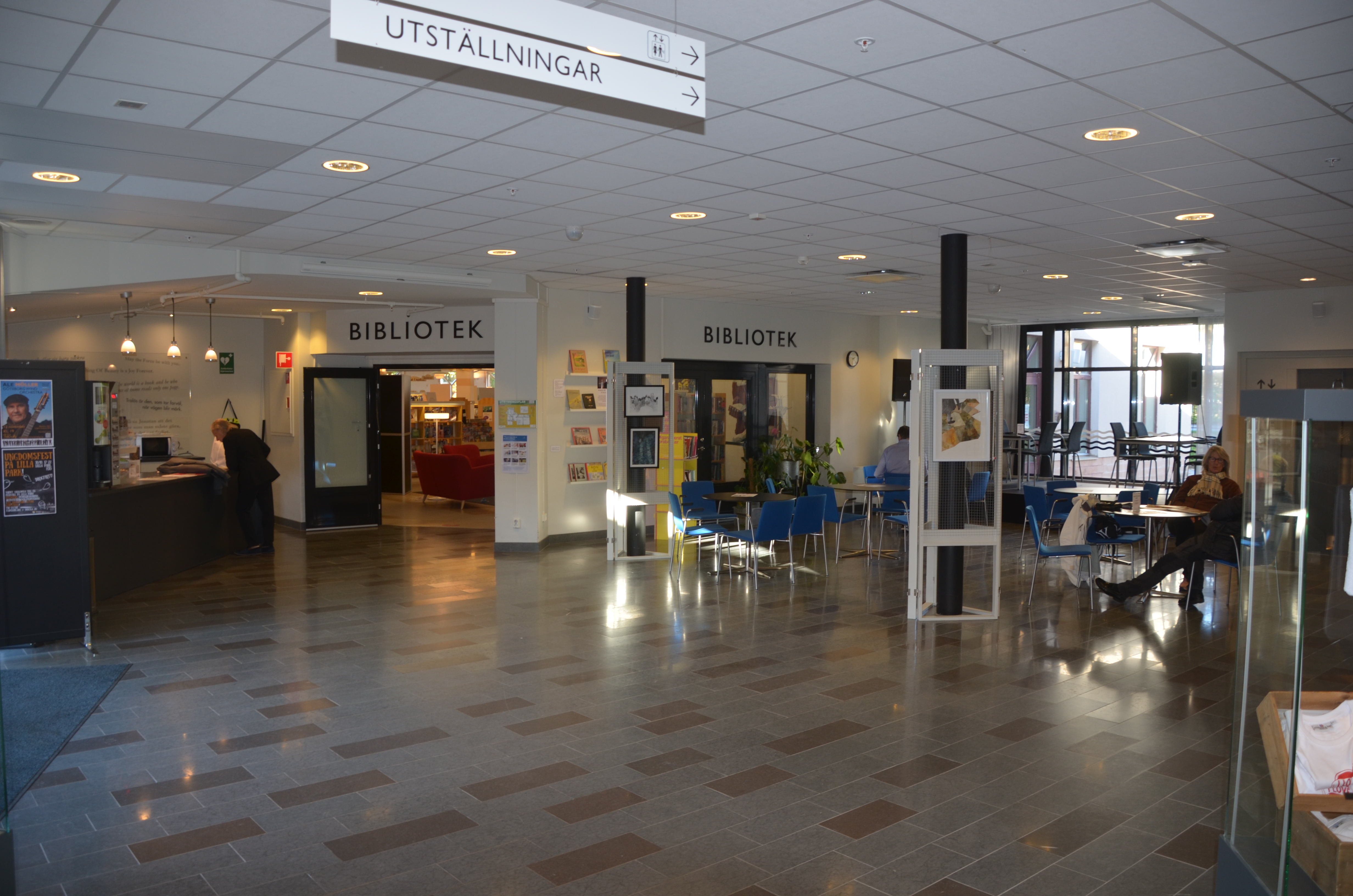
Foajén till Kulturkvarteret Pedagogien i Hjo.

En foajé, även formen foyer förekommer, (kommer av det franska ordet foyer för härd, eldstad, spis) är ett promenad- och samtalsrum för publiken i en teater-, opera-, eller konsertbyggnad. Foyer var ursprungligen ett uppvärmt samlingsrum vid Comédie-Française i Paris. Numera används begreppet även för vänthall i offentliga byggnader, hotell och biografer.
Foajén är normalt själva entréhallen för exempelvis en teater och innehåller ofta garderob och biljettkassa. Under föreställningens pauser öppnas ibland även ett försäljningsställe för förfriskningar. Under 1600-talets Frankrike var "foyers" uppvärmda uppehållsrum i teatrar, där skådespelarna kunde byta om och värma sig. Artistfoajéer finns fortfarande på gamla teatrar, såsom på Stockholmsoperan. På 1700-talet användes begreppet även för de allmänna utrymmen utanför scenen. Foajén blev en social plats att se och bli sedd, och nästan viktigare än själva scenen.